# Tiris al-Gharbiyya
Tiris al-Gharbiyya (àrab: تيرس الغربية, Tīris al-Ḡarbiyya, ‘Tiris Occidental') fou el nom de l'àrea del Sàhara Occidental sota control de Mauritània entre 1975 i 1979.

## Antecedents
Mauritània es va annexionar el terç sud de l'antiga colònia espanyola del Sàhara Espanyol en 1975 després de l'Acord tripartit de Madrid, mentre Marroc ocupava el dos terços del nord (Saguia el Hamra i la meitat nord de Río de Oro) com les seves províncies del Sud. Tots dos països van afirmar drets històrics sobre la zona, mentre que les Nacions Unides va exigir que la població indígena (sahrauís) tenien dret d'autodeterminació, i s'havia de permetre que decidís en un referèndum si el territori hauvia d'unir-se a qualsevol dels estats veïns, o establir-se com a país independent.
Aquesta última va ser l'opció preferida pel Front Polisario, una organització sahrauí que es regirava els seus escamots contra tots dos països, i que fins llavors havia lluitat contra Espanya. Els seus atacs contra Mauritània demostraren ser molt eficaços. Els atacs del Polisario contra les mines de ferro de Zouerate i els costos de la guerra, aviat van portar al país a punt del col·lapse econòmic, i va provocar l'augment de les tensions entre l' exèrcit i el govern.
En 1978 el govern de partit únic de Moktar Ould Daddah es va veure greument compromès per l'esforç en la guerra, i va caure per un cop d'estat d'oficials de l'exèrcit descontents. Mauritània llavors es va deslligar del conflicte, renunciant a les seves reclamacions a qualsevol part del Sàhara occidental, i traient-hi les seves tropes. Les àrees ocupades per Mauritània foren ocupades pel Marroc, que des d'aleshores ha reclamat la sobirania sobre tot el territori, tot i la contínua oposició del Polisario i del seu principal suport, Algèria. El 1984 el president maurità Mohamed Khouna Uld Haidalla va reconèixer el suport al Polisario i la República Àrab Sahrauí Democràtica (RASD) com a legítima sobirana de la zona. Després del seu enderrocament en un altre cop d'Estat militar el mateix any, aquesta posició ha estat minimitzada, encara que mai revocada explícitament, per tal d'apaivagar al Marroc.

## Fronteres i característiques
Tiris Occidental tenia la meitat baixa de Río de Oro, la província meridional del Sàhara Espanyol, comprenent 88.000 km² i una població de 12.897 habitants. Consistia principalment en terreny desert àrid, escassament poblat excepte per alguns milers de nòmades sahrauís, molts dels quals havien fugit cap a la província de Tindouf en 1975. Tenia uns pocs assentaments menors esquitxats per la costa, i el major d'ells, Dakhla (antiga Villa Cisneros), se'n va fer la capital provincial.
Mentre que alguns informes indiquen que el territori pot allotjar quantitats importants de recursos minerals com ferro (se 'n'especula, però no hi ha cap prova) o petroli a la costa, però la guerra va impedir qualsevol esforç d'exploració de pes. Segueix estant majoritàriament sense explorar i explotar fins als nostres dies. L'excepció és a les aigües riques en pesca de l'Atlàntic. Mai van ser explotades per Mauritània, però des de llavors han estat explotades pel Marroc i per vaixells estrangers sota llicència del Marroc.
El nom "Tiris" es refereix a una plana desèrtica del Sàhara. La província més al nord de Mauritània (en el seu territori reconegut internacionalment) es diu de manera similar Tiris Zemmour, on "Zemmour" es refereix a una cadena muntanyosa al centre del Sàhara Occidental.
El govern d'Ould Daddah va reclamar el territori sobre la base dels forts llaços culturals i tribals entre els habitants moros de Mauritània, i les tribus del Sàhara Occidental. El govern va argumentar que tots formaven part del mateix poble, i també va estendre la noció de sobirania precolonial per alguns emirats (feus tribals) mauritans sobre algunes d'aquestes tribus. Abans de la Cort Internacional de Justícia (CIJ), Mauritània va afirmar en 1975 que tot el Sàhara Espanyol havia constituït històricament part de "Bilad Chinguetti", que s'al·legava que havia estat una tribu no declarada i comunitat religiosa. Però també va reconèixer que mai no hi havia hagut un Estat maurità per a reclamar el territori, ja que en si Mauritània és una creació moderna del colonialisme francès. El tribunal va reconèixer la importància d'aquests vincles culturals, però va anunciar que no havien constituït la sobirania sobre el territori o els seus habitants abans del colonialisme, i no podien justificar per si mateixos la sobirania en l'actualitat. En el seu lloc, es recomana un procés d'autodeterminació estàndard on es donés als sahrauís l'elecció de fusió amb Mauritània i/o el Marroc, o la independència.

## Actual posició mauritana
En els últims anys, el govern de Mauritània ha mantingut una política d'estricta neutralitat entre el Polisario i el Marroc, alhora que conserva el seu reconeixement de la RASD. Grups minoritaris de l'oposició política mauritana de tant en tant expressen interès en l'àrea, tot i que la incidència directa per tornar a prendre'n part és molt rara. Altres grups done suport al Polisario o al Marroc. La posició oficial de la majoria dels partits és donar suport a qualsevol resultat final acceptable per a ambdues parts en conflicte, i també ha estat la posició del govern des de finals de 1980, encara que ha variat en sintonia amb les relacions amb el Marroc.
El territori actualment és dividit efectivament entre les forces marroquines i el Polisario al llarg del Mur marroquí, i amb un alto el foc en vigor tot esperant el resultat del procés de descolonització de les Nacions Unides.